# Бегиашвили, Хвтисо Ильич
Хвтисо Ильич Бегиашвили (1892 год, село Шрома, Сигнахский уезд, Тифлисская губерния, Российская империя — дата смерти неизвестна, село Шрома, Лагодехский район, Грузинская ССР) — звеньевой колхоза «Шрома» Лагодехского района, Грузинская ССР. Герой Социалистического Труда (1948).

## Биография
Родился в 1892 году в крестьянской семье в селе Шрома Сигнахского уезда (сегодня — Лагодехский муниципалитет). Окончил местную сельскую школу. Трудился в частном сельском хозяйстве. Во время коллективизации вступил в колхоз «Шрома» Лагодехского района. За выдающиеся трудовые достижения в годы Великой Отечественной войны был награждён медаль «За трудовое отличие». В послевоенное время возглавлял полеводческое звено.
В 1947 году звено под его руководством собрало с каждого гектара в среднем по 70,06 центнеров кукурузы с участка площадью 7 гектаров. Указом Президиума Верховного Совета СССР от 21 февраля 1948 года удостоен звания Героя Социалистического Труда за «получение высоких урожаев кукурузы и пшеницы в 1947 году» с вручением ордена Ленина и золотой медали «Серп и Молот».
Этим же Указом звание Героя Социалистического Труда получили председатель колхоза Эраст Георгиевич Самаргвелиани, труженики колхоза бригадир Иосиф Георгиевич Зурашвили и звеньевой Авраам Ильич Инашвили (лишён звания в 1962 году).
В 1968 году вышел на пенсию. Персональный пенсионер союзного значения. Проживал в родном селе Шрома Лагодехского района. Дата смерти не установлена.
Награды
- Герой Социалистического Труда
- Орден Ленина
- Медаль «За трудовое отличие» (07.01.1944)